# Nequi Galotti
Elsa Cecilia Guadalupe Galotti, apodada Nequi (Rafaela, Santa Fe, 8 de mayo de 1960), es una exmodelo, conductora de TV y periodista argentina.

## Biografía
Nació en Rafaela, provincia de Santa Fe, el 8 de mayo de 1960. 
Casada en primeras nupcias con Luis Rusconi (ex de Mora Furtado), con quien tuvo dos hijos (Miguel y Luis), y en segundas nupcias con Bartolomé Mitre, director del diario La Nación, con quien tuvo a Santos Mitre. Actualmente es viuda de Mitre.

## Carrera
En 1980 fue elegida Miss Argentina razón por la cual participó en el concurso de Miss Mundo.
Durante la década de 1980 fue una de las modelos "top" de las pasarelas argentinas, trabajando para los más importantes diseñadores de aquel entonces. También fue modelo gráfica, siendo tapa de las revistas "Para Ti", "Claudia", "Vosotras", entre otras. Trabajó en el filme Los pasajeros del jardín (1982) dirigido por Alejandro Doria.
Durante diez años condujo en Utilísima: "Belleza de mujer" (ganando tres Martín Fierro al mejor programa femenino por cable), en el 2001 ganó su primer Martín Fierro junto a Graciela Massanés.
Además condujo por 10 años "Pentagrama musical", "Los 40", "Pintura decorativa" y "20 años menos".
Participó en las ediciones de la tarde de los diferentes noticieros de C5N realizando columnas de moda, diseño y arte. También lleva adelante el programa "Moda y Estilo By Nequi" que se emite los fines de semana, por el que ganó el Premio Martín Fierro 2009 al mejor programa de Moda y Diseño de la televisión por cable.
En octubre de 2011 ganó un Martín Fierro de Cable en la terna labor periodística femenina, por el programa C5N Moda fue emitido por el canal C5N. fue panelista de Los ángeles de la mañana por El Trece.
Tuvo su desempeño como panelista del programa Gente opinando de Net TV. También fue panelista de Todas las tardes de El Nueve.

## Premios y nominaciones
| Premios Martín Fierro de Cable | Premios Martín Fierro de Cable      | Premios Martín Fierro de Cable | Premios Martín Fierro de Cable |
| Año                            | Categoría                           | Trabajo Nominado               | Resultado                      |
| ------------------------------ | ----------------------------------- | ------------------------------ | ------------------------------ |
| 2001                           | Mejor programa femenino             | Belleza de mujer               | Ganadora                       |
| 2002                           | Mejor programa femenino             | Belleza de mujer               | Ganadora                       |
| 2006                           | Mejor programa femenino             | Belleza de mujer               | Ganadora                       |
| 2007                           | Mejor programa femenino             | Belleza de mujer               | Nominada                       |
| 2010                           | Mejor programa de moda y tendencias | C5N Moda                       | Ganadora                       |
| 2011                           | Mejor labor periodística femenina   | Tarde a tarde                  | Ganadora                       |
| 2012                           | Mejor programa de moda y tendencias | C5N Moda                       | Nominada                       |